# Patsy Kensit
Patricia Jude Frances Kensit (Hounslow, 4 de março de 1968) é uma atriz e cantora britânica, nascida na Inglaterra. É também conhecida por seus três casamentos com celebridades.
Em 1988, Patrícia casou-se com Dan Donovan, da banda Big Audio Dynamite. Em 1992, ela se casou com Jim Kerr, vocalista da banda Simple Minds, com quem teve seu primeiro filho, James. E, em 1997, com Liam Gallagher da banda Oasis, com quem teve seu segundo filho, Lennon Francis Gallagher, nascido em 13 de setembro de 1999.

## Filmografia selecionada
- 1974 - The Great Gatsby (br: O grande Gatsby)
- 1974 - Gold
- 1978 - Quiet as a Nun
- 1979 - Hanover Street
- 1982 - The Adventures of Pollyanna (TV)
- 1986 - Absolute Beginners
- 1989 - Lethal Weapon 2 (br: Máquina mortífera 2 / pt: Arma mortífera 2)
- 1990 - Der Skipper
- 1990 - Does This Mean We're Married
- 1991 - Twenty-One
- 1991 - Timebomb
- 1992 - Blame It on the Bellboy
- 1993 - Full Eclipse (TV)
- 1994 - The Turn of the Screw
- 1995 - Angels & Insects
- 1995 - Love and Betrayal: The Mia Farrow Story (TV)
- 2002 - The One and Only
- 2002 - Bad Karma
- 2006 - Played